# Ćwiczenie taktyczne
Ćwiczenie taktyczne – forma praktycznego szkolenia dowództw sztabów i wojsk w terenie lub pomieszczeniach, podczas którego ćwiczący działają zgodnie z zasadami taktyczno-operacyjnymi zakładającymi warunki zbliżone do rzeczywistego pola walki.

## Charakterystyka
Ćwiczenie taktyczne jest najwyższą formą sprawdzianu wyszkolenia bojowego wojsk.  Realizowane jest na zakończenie okresu kadencji i stanowi podstawę do opiniowania ćwiczącego dowódcy. Prowadzi je dowódca o jeden szczebel wyższy od ćwiczącego, a poprzedza je ćwiczenie epizodyczne lub trening sztabowy. W ramach ćwiczenia taktycznego zazwyczaj realizuje się też zgrywanie podsystemów systemu walki.
Celem ćwiczenia taktycznego jest zgranie działania pododdziałów (oddziałów) ogólnowoskowych z jednostkami wsparcia i zabezpieczenia w warunkach najbardziej zbliżonych do rzeczywistego pola walki. Dla zwiększenia realizmu ćwiczenia, działania niećwiczących wojsk, sił przełożonego i sąsiadów, powinny być podgrywane, zaś działania przeciwnika pozorowane przez pododdział pozoracji.
Ćwiczenie taktyczne rozpoczyna się z zasady od sprawdzenia elementów osiągania wyższych stanów gotowości bojowej, w tym sposobu przemieszczenia i rozmieszczenia w rejonie alarmowym lub wyjściowym do ćwiczenia. 
Kierowanie ćwiczeniem w dynamice walki polega na zapewnieniu rozwoju sytuacji taktycznej oraz śledzeniu  reakcji ćwiczących na zachodzące w niej zmiany. W przypadku błędnych decyzji należy stosować kary taktyczne. Tworzenie kolejnych sytuacji taktycznych powinno wynikać z aktualnego położenia elementów ugrupowania bojowego  i uzyskanych przez nich informacji o przeciwniku. Istotną rolę w rozgrywaniu poszczególnych sytuacji taktycznych spełniają rozjemcy terenowi. Wpływają oni na przebieg działań poprzez określenie położenia wojsk, strat w stanie osobowym i sprzęcie.
W celu urealnienia działań należy dążyć do szerokiego wykorzystania w ćwiczeniu laserowych symulatorów strzelań broni ręcznej i pokładowej.

## Rodzaje ćwiczeń taktycznych
Rozróżnia się następujące rodzaje ćwiczeń taktycznych:
- w szkoleniu dowódców i sztabów:
  - grupowe,
  - sztabowe,
  - dowódcze,
  - dowódczo-sztabowe:
    - na mapach,
    - szkieletowe,

  - podróże polowe,
- w szkoleniu wojsk:
  - musztra bojowa,
  - taktyczne z wojskami,
  - taktyczne ze strzelaniem amunicją bojową,
  - manewry.

Zależnie od celów szkoleniowych ćwiczenia taktyczne dzielą się na:
- ćwiczenie nauczające
- ćwiczenie zgrywające
- doskonalące,
- pokazowe,
- ćwiczenie instruktażowo-metodyczne
- inspekcyjne (kontrolne, sprawdzające),
- doświadczalne,

Zależnie od zakresu tematów na:
- taktyczne,
- epizodyczne,
- kompleksowe.

Według liczby szczebli ćwiczących na:
- jednoszczeblowe,
- dwuszczeblowe,
- wieloszczeblowe,

według zaś liczby stron biorących udział na:
- jednostronne,
- dwustronne.

Pod względem rozmachu na: korpuśne, dywizyjne, pułkowe, batalionowe, kompanijne i plutonowe.
Typy ćwiczeń 
- Ćwiczenia z wojskami
  - ćwiczenia taktyczne z wojskami:
    - dywizyjne /flotyllowe (równorzędne);
    - brygadowe (równorzędne);
    - batalionowe /dywizjonowe (równorzędne);

  - ćwiczenia taktyczno-specjalne:
    - ćwiczenie z przemieszczania;
    - ćwiczenie rozpoznawcze, walki elektronicznej i działań psychologicznych;
    - ćwiczenie logistyczne;
    - ćwiczenie artyleryjskie;
    - ćwiczenie obrony przeciwlotniczej;
    - ćwiczenie inżynieryjne;
    - ćwiczenie OPBMR;
    - inne ćwiczenia stosownie do potrzeb;

- Ćwiczenia z dowództwami i sztabami
  - gra wojenna (strategiczna, operacyjna);
  - ćwiczenie dowódczo-sztabowe szkieletowe;
  - ćwiczenie dowódczo-sztabowe wspomagane komputerowo;
  - ćwiczenie dowódczo-sztabowe na mapach;
  - trening sztabowy;

- Ćwiczenia przygotowawcze
  - ćwiczenie grupowe;
  - ćwiczenie epizodyczne;
  - ćwiczenie studyjne;
- zajęcia przygotowawcze:
  - podróż historyczno-geograficzna;
  - seminarium;
  - wykład;
  - inne, stosownie do potrzeb.

Podział ćwiczeń na rodzaje według przyjętego kryterium 
- celu szkolenia: 
  - nauczające;
  - zgrywające;
  - doskonalące;
  - instruktażowo-metodyczne;
  - doświadczalne (badawcze);
  - inspekcyjne (kontrolne, sprawdzające, certyfikujące);

- rozmachu działań (szczebla działania):
  - strategiczne;
  - operacyjne;
  - taktyczne;
- treści szkolenia:
  - ćwiczenia mobilizacyjne;
  - ćwiczenia militarne;
  - ćwiczenia reagowania kryzysowego;
- składu ćwiczących:
  - ćwiczenia narodowe;
  - ćwiczenia sojusznicze / ćwiczenia koalicyjne;
  - ćwiczenia międzynarodowe
- liczby ćwiczących szczebli:
  - jednoszczeblowe;
  - dwuszczeblowe;
  - wieloszczeblowe;

- liczby ćwiczących stron:
  - jednostronne;
  - dwustronne;
  - wielostronne;
- miejsca prowadzenia:
  - w warunkach polowych;
  - w obiektach stacjonarnych (w miejscu stałej dyslokacji - MSD lub zapasowym miejscu pracy – ZMP oraz w centrach symulacyjnych).